# Solid Snake
Solid Snake (ソリッド・スネーク Soriddo Sunēku?) es el protagonista principal de la saga de juegos Metal Gear. Solid Snake es uno de los tres clones del legendario soldado Big Boss, resultado del proyecto Les Enfants Terribles. Sus otros dos hermanos son Solidus Snake y Liquid Snake.

## Historia

### Metal Gear
Snake es un joven soldado que es reclutado por el comandante de las fuerzas especiales FOXHOUND , Big Boss. Este lo envía en una misión secreta para desmantelar una "Fortaleza Armada" que amenaza con gobernar el mundo, conocida como Outer Heaven. Snake derrota varios exintegrantes de la unidad de elite Fox Hound y logra llegar hasta el jefe de la fortaleza, donde Snake descubre que el propio Big Boss es el comandante de Outer Heaven y que el mismo era quien planeaba todo para conquistar la economía y política mundial pero le dice que el nunca pensó que llegaría tan lejos. Big Boss activa la secuencia de autodestrucción de Outer Heaven; Snake escapa en medio de la destrucción total después de combatir con Big Boss. Después se descubre que en realidad enfrentó a Venom Snake o "El fantasma del Big Boss".

### Metal Gear 2: Solid Snake
Snake es sacado del retiro por Roy Campbell, el nuevo comandante de FOXHOUND, para llevarlo a Zanzibar Land, una nación fortaleza con las mismas intenciones que Outer Heaven. Ahí debía rescatar al Dr. Kio Marv destruir el Metal Gear D y recuperar la fórmula OILIX. Snake se da cuenta de que Big Boss ha estado a cargo de todo Zanzibar Land y no estaba muerto como él creía (Asesinó al fantasma de Big Boss o Venom Snake). Más tarde se enfrenta a Gray Fox al mando de Metal Gear D y sale victorioso. Luego, vence a Big Boss con un lanzallamas improvisado.

### Metal Gear Solid
El grupo de élite FOXHOUND se ha rebelado y ha tomado el control de la base en la isla de Shadow Moses, en Alaska. Solid Snake es reclutado por el coronel Roy Campbell para poder terminar con lo que está haciendo. Sin el consentimiento de su superior, Naomi Hunter inyecta a Solid Snake el virus FOXDIE modificado en forma de venganza por la muerte de Gray Fox en los acontecimientos de Zanzíbar Land. Principalmente, la idea de El Pentágono era recuperar al robot Metal Gear REX sin daño alguno, aniquilando con este virus a todo el escuadrón de FOXHOUND, a los soldados genoma e inclusive al mismo Solid Snake.
Snake se infiltra en Shadow Moses y se da cuenta de que a cargo de FOXHOUND está Liquid Snake, su hermano mellizo. Su objetivo es hacerse con el control de Metal Gear REX, un tanque bípedo con la capacidad de lanzar misiles nucleares desde cualquier lugar del mundo. Su misión inicial es rescatar a Donald Anderson (Sigint), jefe de DARPA pero poco a poco se va desvelando el motivo principal para la asignación de Solid Snake para la misión. Snake vence a Liquid Snake y al Metal Gear REX con la ayuda de Meryl Silverburgh y Gray Fox. También conoce a Hal Emmerich (Otacon), su inseparable compañero en gran parte de la saga.

### Metal Gear Solid 2: Sons of Liberty
Aquí se muestra un Snake bastante más maduro con respecto a MGS1, ha formado su propia compañía junto a Otacon, la llamada Philanthropy Anti-Metal Gear.
Solid Snake se tiene que infiltrar y tomar pruebas fotográficas en un petrolero que se supone que lleva un nuevo prototipo de Metal Gear, camuflado como carga. Snake logra encontrar el Metal Gear Ray junto a un grupo de Marines, y unos Mercenarios rusos con los que se encuentra Revolver Ocelot. Snake toma las fotos pero en ese momento Liquid Snake, toma el control del cuerpo de Revolver Ocelot, que se había implantado el brazo derecho de Liquid Snake y escapa con el nuevo Metal Gear. A Snake se le da por muerto en el incidente.
Dos años más tarde se encuentra en Big Shell, se hace pasar como Iroquois Pliskin, el único miembro superviviente de SEAL Team 10, ante Raiden. Luego, cuando aparece Solidus Snake que se hace pasar por Solid, Solid Snake se ve obligado a revelar su identidad ante Raiden. Más tarde Raiden rescatará a Emma Emmerich, hermana de Otacon, quien introduce un virus en la base de datos del GW, que hace colapsar al Arsenal Gear (una especie de transformador, censurador, almacén de datos media e información creado por los patriots), que contenía veinticinco unidades MG RAY (Copias)o "Gekkos" que se desarrollaron durante los dos años del incidente del petrolero.
Luego Snake se lanza al mar tras su hermano, Liquid, quien controlaba el Metal Gear RAY y logra introducir un transmisor para saber la posición de RAY.

### Metal Gear Solid 4: Guns of the Patriots

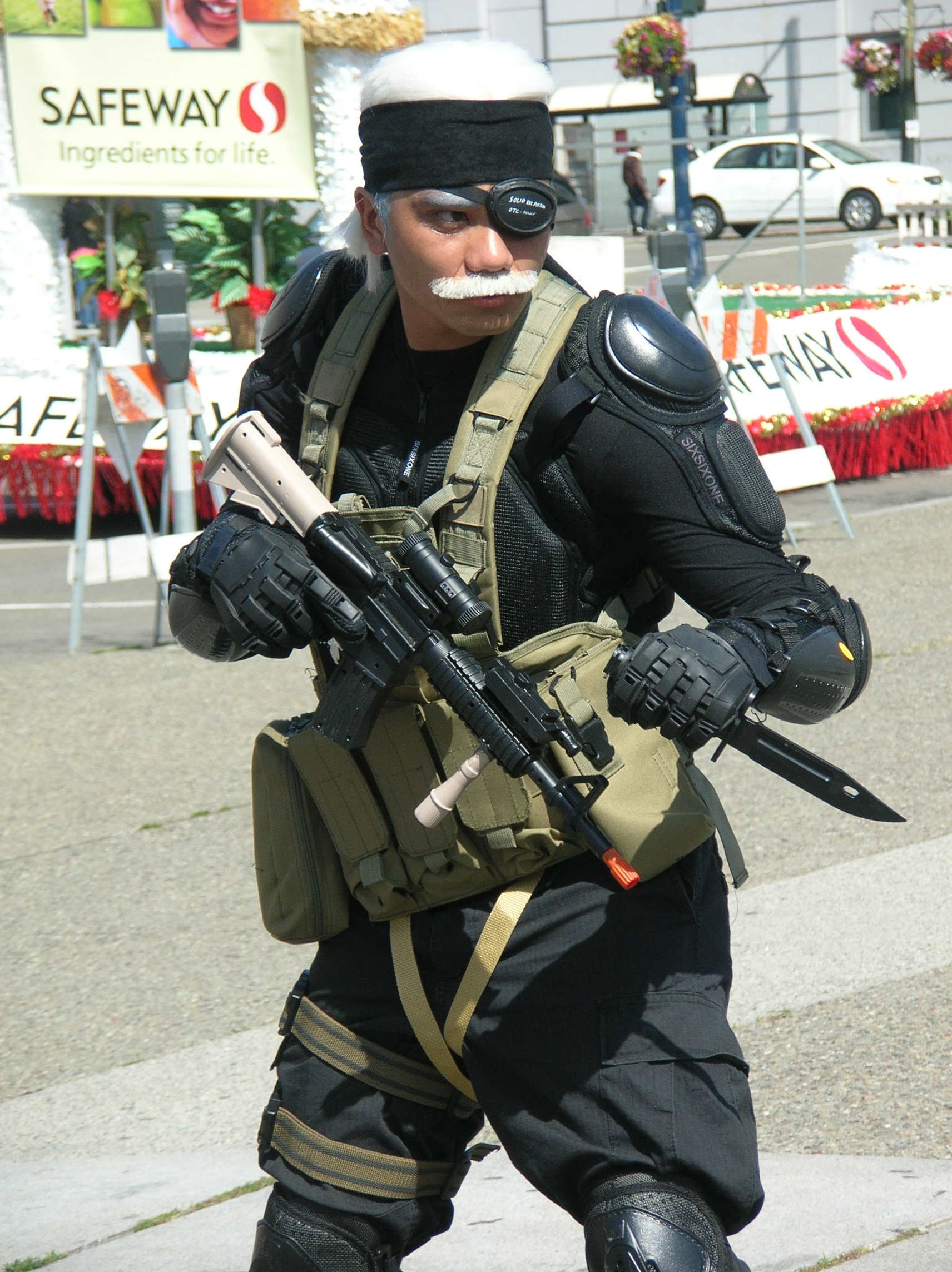
Cosplay de Old Snake.

En Metal Gear Solid 4 se muestra a un Snake bastante mayor debido a que es un clon, y al crearlo, programaron sus células para vivir menos que una persona normal y ahora será conocido como Old Snake, tan solo le quedan seis meses de vida, según Naomi. (Aunque todos lo llaman Solid Snake, en el juego su nombre es Old Snake).
Es reclutado por última vez por Roy Campbell para detener a Liquid Snake, que ha tomado por completo el control de Ocelot, haciéndolo Liquid Ocelot, en el Medio Oriente. Allí conoce a Drebin, quien afirmando que inyectaría a Snake para poder utilizar armamento ID, le inyecta un nuevo Foxdie. Mientras Snake esté vivo, este virus reemplazará al otro. También conoce a la Rat Pt 01, quienes son contactos para detener a Ocelot y quienes se hallan bajo el comando de Meryl Silberburgh. Tras conocer a la Rat Pt 01, Snake logra infiltrarse hasta tener cerca a Ocelot, pero este se hallaba accediendo al SOP (Sons of the Patriots o Hijos de los Patriotas. Es un sistema para el control de unidades militares). Cuando lo logra, inactiva las nanomáquinas de todos los que allí estaban, incluyendo las de Snake. Esto ocasiona que todos convulsionen debido a que las nanomáquinas, aparte de incrementar el rendimiento de los soldados, bloquean sus sentimientos durante el combate. Esta misión se da como fallida para Snake, pero gracias a Johnny "Akiba", el único hombre sin nanomáquinas de la Rat Patrol 01, logra salir de allí en pie.
Más tarde se traslada a Sudamérica, donde conoce al grupo Beauty And The Beast Unit (B & B), donde rescata a Naomi con la ayuda de Drebin tras un enfrentamiento contra Laughing Octopus. En la huida, se topan con un gran batallón de Gekkos. Raiden entra en escena y empieza a destrozar Gekkos. Cuando Snake y Naomi llegan al Kasatka, el helicóptero donde estaba esperando Otacon . Vamp llega para secuestrar a Naomi, pero empieza a luchar contra Raiden. Este acaba atravesándose el estómago con su espada para intentar matar a Vamp. Vamp suelta a Raiden y este va con Snake, malherido y a punto de morir.
Más tarde viaja a Europa del Este para encontrarse con la líder de la resistencia anti-PMCs más conocida como Big Mama (quien resultaría ser EVA, la madre de Liquid y Snake). Esta le pone al tanto de la creación de los Patriots, que era una organización clandestina formada por Major Zero para seguir los ideales de The Boss. Luego buscan el cuerpo del Big Boss, cuerpo que resulta ser el de Solidus Snake (el clon perfecto de Big Boss). Tras conseguir abatir a Raging Raven , Liquid tira el cuerpo al fuego en el Río Volta y EVA muere en los brazos de su hijo a causa de una herida provocada por Raging Raven (A su vez que por el FoxDie nuevo que le había sido inyectado).
Luego se dirige a la isla de Shadow Moses (donde empezó el conflicto de Snake y Liquid) para evitar que Liquid Snake robe el railgun del Metal Gear REX para que posteriormente Liquid no destrulla a la IA maestra: JD. Posteriormente Snake se topa con Crying Wolf, la cual también termina derrotada por manos de Solid Snake. La misión fracasa y el railgun es robado. Después Solid Snake le inyecta una jeringuilla a Vamp y le quita las nanomáquinas que recuperaban sus heridas rápidamente, cosa que le hacía inmortal. Después, Vamp y Raiden se ven las caras de nuevo, en donde Raiden le gana a Vamp, y Snake destruye a la mayoría de los Gekkos enviados para destruir Shadow Moses. Naomi acaba por fin con su sufrimiento y le inyecta con una jeringuilla para anular las nanomáquinas en su cuerpo, acción que mata a Vamp, acto seguido Naomi muere inyectándose a sí misma (Naomi también tiene nanomáquinas dentro de su cuerpo, que evitaban que el cáncer consumiera su cuerpo).
Mientras, Otacon con su Metal Gear Mk. III repara el Metal Gear REX y escapan en él. Raiden se queda atrás para evitar que los Gekkos sobrantes salieran de la instalación. Al salir, Solid Snake montado en REX y Liquid Ocelot montado en RAY luchan en una pelea épica, REX sale victorioso, Liquid finge su muerte y huye. Después, Liquid muestra su nueva creación, un nuevo Outer Heaven juntando las 5 PMC´s más grandes para combatir a los Patriots. Este Outer Heaven contaba con el railgun de REX y el sistema GW en su interior.
Liquid, con Outer Heaven, intenta matar a Snake pero en ese instante aparece Raiden, que estaba atrapado en las rocas, corta su brazo y pone su vida en serio peligro para salvar a Snake.
Más tarde, Snake se infiltra en Outer Heaven con Meryl y Johnny, para eliminar el sistema GW y a Liquid Ocelot. Snake cae en la proa del barco, Meryl cae en la popa, y Johnny, al mar. Meryl es atacada por un batallón de Heaven Troops, Snake vence a los soldados enemigos y lucha contra la última B&B, Scream Mantis, poseída por el espíritu de Psycho Mantis. Tras vencerlos, Snake se dirige hacia el servidor de GW, protegido por tres largos pasillos que emiten microondas. Después de esto Snake llega a GW en donde Otacon, con el Metal Gear Mk. III, insertan el nuevo virus FoxAlive. Después de esto, Liquid lleva a Snake a la cima del Outer Heaven explicándole que finalmente había cumplido su plan de liberarse de Los Patriots. Snake lucha contra Liquid en la batalla final. Snake vence a Liquid en un combate cuerpo a cuerpo, poco después Liquid muere a causa del FoxDie (En este combate el verdadero Ocelot aparece, y hace los gestos que hacía en MGS3).
En el epílogo Snake está a punto de suicidarse en el cementerio al lado de la tumba de Big Boss, cuando de repente aparece Big Boss con el fusil Patriot de The Boss. Big Boss abraza a Solid Snake y comienza la explicación de por qué él seguía vivo. Big Boss le explica que el cuerpo quemado en el río Volta era el de Solidus (ya que los dos son idénticos) y que después de Zanzíbar su cuerpo fue mantenido en estado bio-muerto y fue reconstruido mediante las nanomáquinas.
También lo pone al tanto de la creación de los Patriots, el por qué se retiró de la institución y sus motivos para crear Outer Heaven y Zanzíbar Land. Luego Big Boss muestra al Major Zero (fundador de los Patriots) en estado vegetal, y poco después, acaba con él. Justo después empieza a morir a causa del Foxdie que mataría a todos los ex-Patriots (explicado por Big Boss, este nuevo virus no mataría a la humanidad, solo a los ex-Patriots), fuma su último puro y saluda por última vez a la lápida de The Boss.
Las últimas palabras de Big Boss fueron: "This is good, isn't it?" (Esto es bueno, ¿no es así?), y muere en los brazos de su hijo, a causa del FoxDie (que lleva también en su cuerpo Solid Snake) .
Más tarde en una conversación telefónica se escucha a Solid Snake hablando con Otacon, diciéndole que vivirá lo que le queda de vida, sin tabaco. Otacon le apoya y le acompaña hasta el último de sus días. Aunque aún se cree que en realidad el envejecimiento acelerado que se observa en Solid Snake sería causado por la cepa anterior del virus FOXDIE, haciendo esto contrario a lo expresado por Naomi en Sudamérica (después de todo no sería la primera vez que esta le miente a Snake para que este sea el ejecutor de su agenda personal), y esta cepa al ser suplantada por una nueva por Drebin dejaría de causar este indeseable y poco justo efecto en el único héroe de la saga que jamás se ha vendido al bando opuesto.

## Recepción
El personaje de Solid Snake ha recibido una respuesta positiva en el mundo de los videojuegos, situándose en varias encuestas como el mejor personaje de la historia en un videojuego. En una encuesta de Oricon del 2008, fue votado como el personaje de videojuegos más popular en Japón, empatando con Pikachu de Nintendo. En una encuesta de Famitsu hecho en febrero de 2010, Snake fue votado por los lectores como el personaje de videojuegos más popular. En la edición del Guinness World Records Gamer a partir del 2011, Snake fue votado como el cuarto mejor personaje de un videojuego. Además, Electronic Gaming Monthly le aparece como número uno en el Top Ten de los personajes de videojuegos de todos los tiempos.
Los críticos han alabado a menudo el compromiso de Snake a la guerra, así como su atractiva personalidad. Snake apareció en GameFAQs múltiples "Batalla de caracteres" concursos, y fue subcampeón en dos, el "Character Battle V" en 2006, y el "carácter Batalla VII" en 2008. Su personaje fue uno de los últimos dieciséis concursantes en el héroe más grande de videojuego en GameSpot concurso celebrado en 2009, y perdió frente a Gordon Freeman en un desempate. Él ocupó el décimo séptimo en UGO Networks "Mejores Héroes en Entretenimiento". GameDaily lo incluyó en su lista de los 10 personajes de Smash Bros brawl, también fue señalado como uno de los personajes que querían ser jugable en Mortal Kombat. Los sitios también han comentado sobre sus rasgos y apariencia. 1UP le aparece en segundo lugar en el "Top 5 Los fumadores de videojuegos", mientras que GamesRadar lo colocó en la parte superior de "Los 10 más viril hombres en la historia de los videojuegos". Complex.com lo clasificó como él como cuarto en la lista de "Top 25 mejores personajes de la historia de videojuegos solo superado por Mario, Link y Master Chief.
La revista Famitsū de la distribuidora Enterbrain lo ha premiado como el "Mejor Personaje de Videojuegos" entre los títulos lanzados entre el 1 de enero y el 31 de diciembre de 2015.

## Apariciones especiales
- Solid Snake aparece como personaje desbloqueable en el videojuego de lucha DreamMix TV: World Fighters para Nintendo Gamecube y PlayStation 2, con todos los trajes que usaba este personaje en Metal Gear Solid 2: Sons of Liberty: Solid Snake, Iroquois Pliskin, Tuxedo Snake (esmoquin) y Solid Snake MGS1 (con el traje del primer Metal Gear Solid).

- Solid Snake hace su aparición en el juego Super Smash Bros. Brawl de Wii, como personaje jugable y desbloqueable. En realidad se trata del modelo de Naked Snake del Metal Gear Solid 3 con el traje de Solid Snake de Metal Gear Solid 2. Snake hace protagonismo en conjunto con los demás personajes del juego en el modo historia: El Emisario Sub-Espacial. pero no llegó al  juego Super Smash Bros. para Nintendo 3DS y Wii U.

- Solid Snake por petición popular regresó en Super Smash Bros Ultimate para Nintendo Switch volviendo a ser desbloqueable y conservando el mismo diseño de Brawl, incluyendo más detalles de Metal Gear como espíritus y un propio camino en el Arcade Mode y es el único personaje Third Party que tiene un nuevo Final Smash y un nuevo símbolo de franquicia a diferencia de los otros.

- Solid Snake también aparece en New International Track & Field de Nintendo DS con su aspecto de Metal Gear Solid 2: Sons of Liberty y al desbloquear el traje secreto de este, también se desbloquea Old Snake de Metal Gear Solid 4: Guns of the Patriots.

- Old Snake aparece en Metal Gear Solid: Portable Ops Plus como personaje desbloqueable así como algunos otros personajes de Metal Gear Solid 2: Sons of Liberty.

- Solid Snake y Old Snake aparecen como recompensas del pase de batalla de Fortnite del Capítulo 5 temporada 1.

- En el videojuego Astro Bot, Solid Snake se cambia el nombre como Legendary Mercenary (Mercenario Legendario) aparece como un traje de VIP bot.